# مایک ریچاردسون
مایک ریچاردسون (انگلیسی: Mike Richardson؛ زادهٔ ۲۹ ژوئن ۱۹۵۰) ناشر، نویسنده، تهیه‌کننده فیلم، و فیلم‌نامه‌نویس اهل ایالات متحده آمریکا است.
همچنین برندهٔ جوایزی همچون جایزه امی، جایزه آیزنر، و جایزه هوگو شده‌است. وی در سال ۱۹۸۶ شرکت دارک هورس کامیکس را تأسیس کرد.